# 义理的仇讨

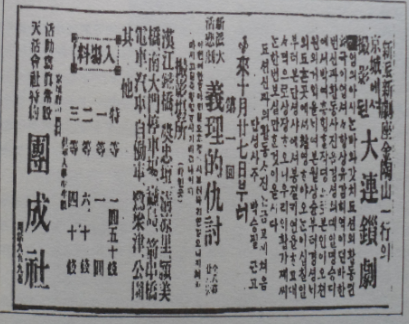
1919年10月27日《每日申报》上《义理的仇讨》广告

《义理的仇讨》是朝鮮半島的首部连锁剧和电影。1919年10月27日，《义理的仇讨》在团成社上演取得了成功:30-31:29-31:38:32。为纪念这一天，韩国后来将1919年10月27日定为“韩国电影日”:34。

## 剧情
松山出生于一个富裕的家庭，但母亲过早离世。他的继母为人奸恶、贪财。他为此离开了家，并结识了竹山、梅梢兄弟。他的继母试图设下圈套陷害他。他的结义兄弟得知后，想要帮助他，但被他拒绝了。他很看重家族荣誉，害怕别人知道他与继母的矛盾，因此一直隐瞒实情，借酒消愁。但他继母的恶行已经达到了让人忍无可忍的地步，她不仅要独占财产，还要买凶杀人。松山最后只好含泪惩罚了继母。:32:30-31

## 演员表
| 演员   | 角色 | 简介           | 备注 |
| ------ | ---- | -------------- | ---- |
| 金陶山 | 松山 | 富家子弟       |      |
| 李庆焕 | 竹山 | 松山的结义兄弟 |      |
| 尹华   | 梅梢 | 松山的结义兄弟 |      |
| 金永德 | 继母 | 松山的继母     |      |

## 制作
《义理的仇讨》原本是金陶山“新剧座”的演剧，1918年7月4日起在优美馆连续上演了5天。7月5日，日本地方巡回新派剧团“濑户内海”为庆祝黄金馆开馆两周年来朝鮮半島演出，上演了《不如归》、《我之罪》等连锁剧。金陶山前去观看后很受启发，并萌发制作连锁剧的想法:32:30。在团成社老板朴承弼的资助下，他自编、自导、自演了这部朝鮮半島首部连锁剧《义理的仇讨》，这被认为是朝鮮半島电影制作的起点:30-31:29-30:38。
《义理的仇讨》是部8幕28场的活动写真连锁剧，制片人朴承弼投入了5000韩圆的制作费，这在一斗米80钱的时代可以说得上是一笔巨款。为购置放映机，金陶山亲自去了日本大阪，并在日本逗留两周考察电影制作技术:30。据1919年10月27日的《每日申报》报道，为拍摄电影金陶山一行穿行于汉江铁桥、奖忠坛、东大门停车场、清凉里等京城景色优美地点，并利用火车、电车和汽车拍摄动作场面。此外，剧组还拍摄了朝鮮半島首部纪录片《京城市内全景》:30-31。

## 票房
《义理的仇讨》的票价分为四个等级：特等级1元50钱，一等席1元，二等席60钱，三等席40钱，军人和学生半价。在当时的年代，一份牛骨汤的价钱是10钱，可见《义理的仇讨》的票价是相当高的:32。但是观众的反应强烈，据1919年10月29日的《每日申报》报道《义理的仇讨》形成了“傍晚时分，观众如潮般涌入剧场的大盛况”，这种状况持续了一个月。:30:31